# Frederik Dalgaard
Frederik Marinus Dalgaard (20. april 1893 i Lemvig – 16. december 1972 på Bispebjerg Hospital) var en dansk landsretssagfører, direktør og politiker.

## Juridisk virke
Han var søn af fyrbøder Christian Nicolai Elias Dalgaard (1860-1930) og Charlotte Sofie Nielsen (1865-1904), var på sagførerkontor i Lemvig 1909-13 og i København 1913-17, blev student (privat dimitteret) 1916 og cand.jur. 1922. Dalgaard blev sekretær i Københavns Skattedirektorat 1922, sekretær i Det kooperative Fællesforbund 1922-30, forretningsfører ved samme 1936-43, formand 1948-50, blev landsretssagfører 1930 og var medarbejder ved Social-Demokraten 1930-36.
Han medlem af bestyrelsen for Arbejdernes kooperative Byggeforening 1940 og var direktør for sidstnævnte fra 1943 til 1963

## Politisk karriere
Dalgaard blev første gang opstillet for Socialdemokratiet til Folketinget i 1926 og opnåede valg i Holbækkredsen 1935 og siden valgt i Københavns 14. kreds (Valbykredsen) fra 1939 til 1948 og var dernæst medlem af Landstinget fra 1952 og indtil tingets nedlæggelse 1953. 
På tinge var han sit partis juridiske ordfører, således ved ændringerne til retsplejelovene og ved appelretsforslaget. Han var medlem af Forfatningskommissionen af 1937, af Livsforsikringsnævnet af 1937, af Priskontrolrådet 1938-40, af Landsskatteretten 1938-68, af Prisnoteringskomiteen 1939-40. Han indvalgtes i Socialdemokratiets hovedbestyrelse 1939, var medlem af Rigsretten fra 1954 og af Vareforsyningsrådet fra 1955.

## Øvrige tillidshverv
Frederik Dalgaard havde en lang række andre tillidshverv inden for arbejderbevægelsen og Kooperationen. Han var medlem af repræsentantskabet for Hovedstadens Brugsforening 1923, formand fra 1951 og af repræsentantskabet for Fællesforeningen for Danmarks Brugsforeninger fra 1953, juridisk suppleant til Den faste Voldgiftsret fra 1929, ordinær dommer fra 1937 til 1964, leder af Dansk Kooperativ Assurance 1929-30 og 1936-43, i bestyrelsen fra 1943, medlem af repræsentantskabet for Bryggeriet Stjernen fra 1935, af bestyrelsen for samme fra 1945 og af repræsentantskabet for A/S Arbejdernes Landsbank fra 1943, medlem af Arbejderbevægelsens Erhvervsråd fra 1936, formand fra 1955 og formand i bestyrelsen for Forsikrings-akts. Alka fra 1950.
Han udgav sammen med Peder Christensen Haandbog i Kooperation (1925), var medarbejder ved bogen Den Danske Andelsbevægelse (1929) og redaktør af Kooperationen 1923-47.
Dalgaard blev gift 1. november 1923 på Helsingør Rådhus (borgerlig vielse) med Fritze Pedersen (4. juli 1902 i Roskilde - ?), datter af snedker Thorvald Valdemar Pedersen (1868-1958) og hustru Karen Marie født Hansen (1873-1938).
Han er begravet i fællesgraven på Bispebjerg Kirkegård.